# Шеста Ямболска въстаническа оперативна зона
Шеста Ямболска въстаническа оперативна зона е териториална и организациона структура на т. нар. Народоосвободителна въстаническа армия по време на комунистическото съпротивително движение в България през Втората световна война (1941-1944). 
Шеста Ямболска въстаническа оперативна зона на НОВА е създадена през май 1943 година в гората край с. Веселиново на заседание на Областния комитет на БРП (к). На заседанието присъстват членовете на ОК на БРП (к): Димитър Димов, Панайот Каракачанов, Никола Янев, Стоян Сюлемезов и секретарят на ГК на БРП (к) (Ямбол), Стефан Ганев. По указание на Централния комитет на БРП (к) и Главния щаб на НОВА е сформиран щабът на зоната:
- Комендант – командир на въстаническата зона и пълномощник на ЦК на БРП (к): Димитър Димов (бай Даню, Танасов)
- Помощник-командир: Панайот Каракачанов (Гарабед, Антон)
- Политкомисар: Никола Янев (бай Ангел, Ангел Венев)
- Помощник-политкомисар: Велчо Чанков (Пешо, Добрев)
- Началник-щаб: Стоян Сюлемезов (Игнат, Дамян, Д.Николов)
- Сътрудник на щаба по отпечатването на в-к „Народен другар“: Щиляна Петрова (Райна).

От края на 1943 година за член на щаба е привлечен и Николай Чернев (Здравко) - секретар на ОК на РМС в Ямбол.
За седалище на зоната е определено с.Веселиново, където в края на април 1942 г. е сформирана първата партизанска група. Създаден е партизански в-к „Народен другар“. Първият брой е отпечатан на 1 февруари 1943 г.
В зоната действат пет партизански отряда и бойни групи:
- Партизански отряд „Хаджи Димитър“
- Партизански отряд „Смърт на фашизма“
- Партизански отряд „Народен юмрук“
- Партизански отряд „Петър Момчилов“
- Партизански отряд №4